# Фрайлес (Хаен)
Фрайлес (ісп. Frailes) — муніципалітет в Іспанії, у складі автономної спільноти Андалусія, у провінції Хаен. Населення — 1768 осіб (2010).
Муніципалітет розташований на відстані близько 330 км на південь від Мадрида, 31 км на південь від Хаена.
На території муніципалітету розташовані такі населені пункти: (дані про населення за 2010 рік)
- Каньяда-де-Алькала: 22 особи
- Фрайлес: 1536 осіб
- Пуерто-Бланко: 30 осіб
- Лос-Росалес: 50 осіб
- Лос-Байладорес: 3 особи
- Лос-Барранкос: 9 осіб
- Лос-Баньйос: 15 осіб
- Каньяда-Ногерас: 5 осіб
- Серрільйо-Ель-Сьєго: 3 особи
- Махада-Абрігада: 4 особи
- Ель-Ногераль: 29 осіб
- Лас-Паррас: 8 осіб
- Солана-де-ла-Парра: 11 осіб
- Ла-Деесілья: 43 особи

## Демографія
Динаміка населення (INE ):